# Severo Gomezjurado
Severo León Amable Gomezjurado Erazo (San José de Minas, junio de 1900-Quito, enero de 1991) fue un historiador ecuatoriano y sacerdote jesuita, biógrafo del presidente ecuatoriano Gabriel García Moreno. De todos sus trabajos sobre la figura del mandatario y su legado, el más importante es su extensa obra titulada Vida de García Moreno.

## Biografía
Nació en San José de Minas, Provincia de Pichincha. Hijo de Julio Gomezjurado y Gomezjurado y de Mariana Erazo Manosalvas. Su padre fue teniente político en Caranqui, dueño de la quinta "El Manzanal" de Caranqui que heredó de su hermano, el sacerdote Cerbeleón Gomezjurado, deán y canónigo en la Catedral de Ibarra. Su abuelo Víctor Gomezjurado, militar conservador, fue edecán presidencial de Gabriel García Moreno. Sus primeras investigaciones históricas empezaron en 1910 cuando tenía 10 años de edad, escuchando y aprendiendo de sus mayores en su entorno familiar.
En 1913 comenzó sus estudios secundarios en el Colegio de los Jesuitas de Cotocollao, en 1916 inició su noviciado en la misma institución y en 1918 realizó sus votos clericales. 
Desde 1913 inició una serie de varias entrevistas a jesuitas ancianos, en el Colegio de Cotocollao y en diversos lugares del Ecuador hasta 1926, año en el que viajó a Barcelona, España, a realizar sus primeros estudios en Teología para continuarlos en la Universidad Católica de Lovaina, Bélgica, ordenándose sacerdote en 1929. Durante su permanencia de dos años en París, Francia, solía hablar sobre García Moreno con jóvenes y adultos franceses, fue en Francia donde al finalizar el siglo XIX, los ciudadanos franceses eligieron como hombre del siglo a Gabriel García Moreno.
En 1931, de regreso en el Ecuador, fue maestro en colegios jesuitas de varias ciudades del país, durante esos años hizo varias investigaciones en ciudades como Cuenca, Portoviejo y Riobamba. En 1938 publicó su primera obra, Hércules Cristiano, y desde ese mismo año inició su primera etapa de profunda investigación, entrevistando a cerca de medio centenar de personas en Guayaquil, Cotocollao, Caranqui, Riobamba, Saquisilí, Machala, Salcedo  y varias localidades más, este período duró hasta 1941. En los años de 1942 y 1943 su labor de investigación fue aparentemente escasa y en 1944 retomó sus investigaciones en Quito, continuando por Llano Grande y Riobamba.
En 1946 publicó un libro titulado Vida de García Moreno obra de 100 páginas, el mismo año fue enviado como maestro al Colegio Jesuita de Portoviejo y continuó investigando y recopilando datos en Manabí, en ese período publicó un folleto titulado "Devoción al Sagrado Corazón de Jesús" y en 1948, sus superiores jesuitas lo enviaron como profesor al Colegio Jesuita de Cuenca, ciudad donde inició su segunda etapa de investigación de 1949 a 1952, realizando alrededor de veinte entrevistas tanto en Cuenca como en Cañar, Machala, Quito etc. Otro de sus trabajos biográficos fue Vida de Jerónimo Savonarola, publicado más tarde en 1960.

## Vida de García Moreno
El historiador se había propuesto escribir una biografía detallada y extensa en trece tomos, Luego de publicar sus primeros trabajos y después de años de investigación, en 1954 en la ciudad de Cuenca, publicó el primer tomo de su obra Vida de García Moreno y de 1954 a 1970 empezó su tercera etapa de investigación, tiempo en el que realizó sesenta nuevas entrevistas y publicó ocho tomos más. En 1954 inició su tercer período investigativo que duró 16 años y en enero de 1955 publicó el segundo tomo de la obra, que llegaría a tener un total de trece tomos: fue su mayor trabajo y tardaría 28 años en completarla.

En 1956, volvió a Quito con la mayor parte de su tercer Tomo terminado, en el Archivo Biblioteca de Cotocollao encontró nuevas fuentes inéditas, entre las cuales estaban el diario personal del doctor Pablo Herrera, quien fue ministro de Gabriel García Moreno, algunos escritos de Monseñor Pólit con entrevistas a familiares y personas contemporáneas de García Moreno y dos biografías escritas en el siglo XIX por José Modesto Espinosa y Aparicio Ortega. Su Tercer Volumen fue publicado en 1957.
En 1957 el Arzobispo de Quito, Cardenal Carlos María de la Torre, hizo un nombramiento al Padre Severo Gomezjurado donde consta la siguiente parte:

HONROSO NOMBRAMIENTO 
 Honroso nombramiento relativo a García Moreno y al Rvdo. Padre Severo Gomez Jurado S.J. 
 Nos, Carolus María, Tituli Sanctae Mariae in Aquiro Cardinalis de la Torre, Archiepiscosus Quitensis. 
 Por cuanto está incompleta la Comisión que, en conformidad con lo dispuesto por el Auto Arzobisipal del veinte de Diciembre de mil novecientos treinta y nueve y reglamentado por la Sagraga Congregación de Ritos en las "normas" trazadas en cuatro de Enero del mismo año, fue instituída por Nos, con el fin de que se recojan todas las fuentes escritas acerca del martirio y antigua fama de martirio del Excelentísimo señor doctor don Gabriel García Moreno, asesinado en Quito el seis de Agosto de mil ochocientos setenta y cinco; y como sea necesario continuar en la investigación de dichas fuentes; en atención a la sólida piedad, profundo conocimiento de la Historia del Ecuador y acertado criterio histórico que adornan al Reverendo Padre Severo Gomez Jurado S.J., le nombramos miembro de la antedicha Comisión Histórica. 
 Carlos María Cardenal de la Torre, 
 Arzobispo de Quito.
Gomezjurado, Severo, Vida de García Moreno. Tomo III, pág 7

En 1959 publicó su cuarto volumen, en 1961 publicó una "Vida de García Moreno", en 130 páginas, escrita para que pudiera ser leída por niños, intitulada 14 Machetazos y Seis balazos, en 1962 publicó su quinto tomo y en 1964 el sexto, en 1966 publica el séptimo tomo, que termina con el asesinato de García Moreno, desde este volumen tratamiento deja de seguir la cronología histórica de la vida del presidente y en 1967 publicó su octavo volumen, donde trata temas específicos y añade detalles, documentos y testimonios de la Época garciana y posterior a ese tiempo. Los siguientes tomos contienen más información detallada sobre los mismos temas, en 1970 publicó su noveno volumen y en 1971 su décimo tomo, en 1975 publicó su undécimo tomo con más información sobre las consecuencias sociales culturales y políticas ocurridas durante el siglo XX, en 1979 publicó el duodécimo tomo y en 1981 el decimotercer y último tomo, completando su obra con una vasta y extensa cantidad de información sobre temas como la Revolución Liberal de 1895, las consecuencias en los acontecimientos políticos, militares y económicos del Ecuador, información sobre biografías de otros autores que se publicaron en el siglo XX y aspectos relacionados con varias ramas del campo cultural.
En 1984 publicó La Consagración, que trata sobre la Consagración del Ecuador al Sagrado Corazón de Jesús, en 1986 se publicó Vida del Hombre que Honra al Hombre, y en 1990 publicó Biografía de Gabriel García Moreno, un folleto donde seleccionó temas relevantes sobre de la vida de García Moreno y milagros atribuidos al presidente.
Formó parte de la Confederación de Caballeros Garcianos, que solicitaba a la Santa Sede el proceso de beatificación de García Moreno, en ese tema también trabajó con intensidad, dando conferencias sobre la vida de García Moreno en muchos lugares del país, con el fin de promover y despertar interés por la vida del presidente y su causa de beatificación.
Fundó en Quito el Comité Pro García Moreno, del que formaban parte Aurelio Espinosa Pólit, Julio Tobar Donoso, Jorge Salvador Lara, Carlos Rivadeneira Flores y Cristóbal Bonifáz. La causa de beatificación la quedó en manos del Instituto Garciano del Ecuador.
Su ambiciosa empresa de escribir la extensa biografía sobre Gabriel García Moreno le llevó setenta años y requirió aporte económico que fue posible gracias al apoyo de un gran número de personas entre los que estaban amigos, personajes importantes, incluso familiares, a todos quienes apoyaron todos esos años de trabajo solía dedicarles un espacio de agradecimiento en cada tomo que era publicado, sustentaba la continuidad de su trabajo con la venta de cada tomo, mediante el cual era posible el siguiente volumen, manteniendo económicamente su trabajo de manera cíclica.  
Durante siete décadas de trabajo recorrió por varios lugares del país, donde estuvo o vivió Gabriel García Moreno, recopiló gran cantidad de datos en todos esos lugares, entrevistó a unas 250 personas, compiló, clasificó, recogió testimonios y gran cantidad de documentos relacionados con la vida del presidente García Moreno, como ningún otro escritor ha conseguido sobre el tema.
En enero de 1991, rodeado de compañeros jesuitas y familiares, falleció a la edad de 90 años, en la Clínica Pasteur de Quito.

## Años posteriores
Su obra generó múltiples opiniones positivas de varios sectores culturales y sociales, también varias críticas opuestas al garcianismo. El jesuita no prestaba exagerada atención a opiniones positivas o negativas, solía decir "Nadie ha escrito como yo". A pesar de las diversas críticas que provenían de personas de ideología liberal y socialista, su obra ha sido una de las mayores referencias por el alto contenido de información, documentación y bibliografía, siendo consultada constantemente por autores de toda clase de ideología política.
Su obra principal, Vida de García Moreno fue catalogada como magistral, considerando al historiador, superior a otros biógrafos de García Moreno, Wilfrido Loor aunque sin estar de acuerdo en varios puntos expuestos en su trabajo, calificó su obra como tesoro de inmenso valor.

Fue un hombre enérgico y nervioso, tenaz y perseverante, religioso de integridad impecable y de gran intelectualidad, nunca desvió el sentido de su obra y su vida personal de la religión, de los dogmas y la moral. Cuando inició de su vida en la Compañía de Jesús, solicitó permiso a sus superiores  para dedicar su vida a la historia y ser escritor. Al obtener el permiso necesario organizó su tiempo para cumplir con sus obligaciones como sacerdote jesuita, educador e investigador, para más tarde llegar a culminar su obra biográfica, considerada una obra clásica, completa, la mayor documentada biografía que se ha escrito sobre el presidente Gabriel García Moreno. 